# Karl Grießenbeck von Grießenbach (Jurist)
Karl Sigmund Christian Freiherr Grießenbeck von Grießenbach (* 14. Juni 1844 in Regensburg; † 28. März 1881 in München) war ein bayerischer Gutsbesitzer und Amtsrichter in Landshut sowie von 1875 bis 1878 Mitglied der bayerischen Abgeordnetenkammer.

## Leben
Karl entstammte dem alten niederbayerischen Adelsgeschlecht Grießenbeck von Grießenbach und Hahnreit. Die Familie wurde 1739 in den kurfürstlich bayerischen Freiherrenstand erhoben. Sein Großvater väterlicherseits war der bayerische Generalmajor und Kommandant des Kadettenkorps Karl Grießenbeck von Grießenbach (1787–1863). Sein Vater Christian Adam Karl Freiherr Grießenbeck von Grießenbach (1809–1853) war bayerischer Kämmerer und Oberrechnungsrat zu München. Er heiratete in zweiter Ehe Caroline, eine geborene von Kobell, die Mutter von Karl Sigmund Christian.
Grießenbeck von Grießenbach legte 1862 die Abiturprüfungen am Münchner Maximiliansgymnasium ab, unter anderem mit Friedrich Jolly. Anschließend studierte er Rechtswissenschaften an der Ludwig-Maximilians-Universität in München und trat als Jurist in den bayerischen Staatsdienst ein. Er wurde zum bayerischen Kämmerer ernannt und war als Amtsrichter in Landshut tätig. Von 1875 bis 1878, der 14. Wahlperiode, war er Mitglied der 27. und 28. bayerischen Abgeordnetenkammer für die Bayerische Patriotenpartei. Er kandidierte im Stimmkreises Straubing/Niederbayern und wurde 4. Schriftführer im Präsidium der Abgeordnetenkammer. Grießenbeck von Grießenbach war in mehreren Ausschüssen tätig, unter anderem im Ausschuss zur Beratung des Gesetzentwurfes Die Errichtung eines Verwaltungsgerichtshofes und das Verfahren in Verwaltungsrechtssachen und im Ausschuss zur Beratung des Gesetzentwurfes Die Erhebung einer Abgabe für das Halten von Hunden. Am 19. Januar 1878 stellte er wegen persönlicher Verhältnisse ein Austrittsgesuch, dem am 21. Januar 1878 stattgegeben wurde. Sein Nachfolger war Ulrich Erl.
Karl Sigmund Christian Grießenbeck von Grießenbach starb am 28. März 1881 im Alter von 36 Jahren in München. Er heiratete 1870 in Koblenz Theresia Freiin von Solemacher-Antweiler (1848–1919). Das Paar hatte vier Töchter.